# Linsleychroma monnei
Linsleychroma monnei Giesbert, 1998 è una specie di coleottero appartenente alla famiglia Cerambycidae, unica del genere Linsleychroma.